# USS Charlotte (SSN-766)
| «Шарлотт»                  | «Шарлотт»                                                   | «Шарлотт»                                                   |
| -------------------------- | ----------------------------------------------------------- | ----------------------------------------------------------- |
| USS Charlotte (SSN-766)    |                                                             |                                                             |
|                            |                                                             |                                                             |
|                            |                                                             |                                                             |
| Порт приписки              | Перл-Гарбор, Гаваї                                          | Перл-Гарбор, Гаваї                                          |
| Спуск на воду              | 3 жовтня 1992 року                                          | 3 жовтня 1992 року                                          |
| Сучасний статус            | в активній службі                                           | в активній службі                                           |
| Проєкт                     |                                                             |                                                             |
| Тип ПЧ                     | SSN                                                         | SSN                                                         |
| Основні характеристики     |                                                             |                                                             |
| Швидкість (надводна)       | 20 вузлів                                                   | 20 вузлів                                                   |
| Швидкість (підводна)       | 20 вузлів                                                   | 20 вузлів                                                   |
| Робоча глибина занурення   | від 250 до 280 метрів                                       | від 250 до 280 метрів                                       |
| Гранична глибина занурення | 450 метрів                                                  | 450 метрів                                                  |
| Екіпаж                     | 110 (12 офіцерів)                                           | 110 (12 офіцерів)                                           |
| Розміри                    |                                                             |                                                             |
| Довжина найбільша (по КВЛ) | 110,3 метра                                                 | 110,3 метра                                                 |
| Ширина корпусу найб.       | 10 метрів                                                   | 10 метрів                                                   |
| Середня осадка (по КВЛ)    | 9,4 метра                                                   | 9,4 метра                                                   |
| Водотоннажність надводна   | 6096 тонн                                                   | 6096 тонн                                                   |
| Озброєння                  |                                                             |                                                             |
| Торпедно- мінне озброєння  | 4 × 21 (533 мм) торпедні апарати                            | 4 × 21 (533 мм) торпедні апарати                            |
| Ракетне озброєння          | ракети Томагавк, ракети Гарпун, морська міна Mark 60 Captor | ракети Томагавк, ракети Гарпун, морська міна Mark 60 Captor |

«Шарлотт» (англ. USS Charlotte (SSN-766)) — багатоцільовий атомний підводний човен, є 55-тим в серії з 62 підводних човнів типу «Лос-Анжелес», побудованих для ВМС США. Він став четвертим кораблем ВМС США з такою назвою, Підводний човен названий на честь міста  Шарлотт, найбільшого міста в штаті Північна Кароліна. Призначений для боротьби з підводними човнами і надводними кораблями противника, а також для ведення розвідувальних дій, спеціальних операцій, перекидання спецпідрозділів, нанесення ударів, мінування, пошуково-рятувальних операцій.

## Історія створення
Контракт на будівництво підводного човна був присуджений 6 лютого 1987 року американській корабельні Newport News Shipbuilding, яка розташована в Ньюпорт-Ньюс, штат Вірджинія. Церемонія закладання кіля відбулася 17 серпня 1990 року. Спущений на воду 3 жовтня 1992 року. Хрещеною матір'ю стала пані Mary Мері Л. Маккормак. Церемонія введення в експлуатацію відбулася 16 вересня 1994 року в військово-морській базі Норфолк, штат Вірджинія. Портом приписки є військово-морська база Перл-Харбор, Гаваї.

## Історія служби
6 березня 2002 року підводний човен залишив порт приписки Перл-Харбор для запланованого розгортання в західній частині Тихого океану, з якого повернувся 6 вересня. 17 жовтня прибув в сухий док 2 військово-морської верфі в Перл-Гарбор для докового ремонту.
29 листопада 2005 прибув на військово-морську базу Норфолк, штат Вірджинія, після п'ятитижневого переходу через Північний полюс від Перл-Харбор, Гаваї, для проходження модернізації на військово-морській верфі в Портсмуті, штат Вірджинія. Під час подорожі човен сплив на Північному полюсі через 1,5 метрову товщу льоду, що є рекордом для підводного човна типу Лос-Анджелес.
24 жовтня 2007 року повернувся в порт приписки Перл-Харбор, після завершення дворічної модернізації.
1 грудня 2010 року покинув порт приписки для запланованого розгортання в зоні відповідальності 7-го флоту США, з якого повернувся в порт приписки 31 травня 2011 року.
2 квітня 2013 року покинув порт приписки Перл-Харбор для запланованого розгортання в західній частині Тихого океану, з якого повернувся 2 жовтня.
У листопаді 2015 року покинув порт приписки Перл-Харбор для запланованого розгортання в Індо-Азіатсько-Тихоокеанському регіоні. 24 листопада човен прибув з візитом в порт Йокосука, Японія, який став першим портом під час даного розгортання. 5 січня 2016 прибув з візитом в Сасебо, Японія.